# 普魯士貴族院
普魯士貴族院（德語：Preußisches Herrenhaus），普鲁士议会上议院，是根据《普鲁士宪法》设立的两院之一，成员主要由容克组成。館址位于柏林莱比锡大街，現在則是當作德國聯邦參議院使用。